# West Union (Virgínia Ocidental)
West Union é uma cidade  localizada no estado norte-americano de Virgínia Ocidental, no Condado de Doddridge.

## Demografia
Segundo o censo norte-americano de 2000, a sua população era de 806 habitantes.
Em 2006, foi estimada uma população de 806, um aumento de 0 (0.0%).

## Geografia
De acordo com o United States Census Bureau tem uma área de
1,0 km², dos quais 1,0 km² cobertos por terra e 0,0 km² cobertos por água. West Union localiza-se a aproximadamente 240 m acima do nível do mar.

## Localidades na vizinhança
O diagrama seguinte representa as localidades num raio de 24 km ao redor de West Union.